# Liste der Brücken in Berlin/G

## Erläuterung
- (Musterbrücke) = in Klammern gesetzt: namenlose Brücken.
- Musterbrücke = kursiv gesetzt:  ehemalige Brücken.  (Siehe ausführlich: Aufbau der Listen)

| Fotografie | Name der Brücke               | Ortsteil                                    | Anmerkungen | Lage   |
| --- | ----------------------------- | ------------------------------------------- | --- | ------ |
| | Gartenfelder Brücke           | Siemensstadt / Haselhorst                   | Die Gartenfelder Brücke führt die Gartenfelder Straße über den Alten Berlin-Spandauer Schifffahrtskanal auf die Insel Gartenfeld. Eine erste Brücke an diesem Standort wurde nach dem Bau des Schifffahrtskanals in den 1860er Jahren errichtet. Ab 1911 befuhr die Siemens-Güterbahn sowie ab 1912 die Spandauer Straßenbahn die Brücke. An der Westseite wurde später eine eingleisige Bahnbrücke für die Güterbahn erbaut. Der Straßenbahnverkehr über die Brücke nach Gartenfeld wurde 1960 eingestellt. Die Gleise sind stillgelegt und Reste der Gleisanlage befinden sich weiterhin auf der westlichen Seite der Gartenfelder Brücke. | Karten |
| | Gehrenseebrücke               | Alt-Hohenschönhausen / Neu-Hohenschönhausen | Die Brücke führt die Gehrenseestraße über den Berliner Außenring. Von der Brücke besteht Zugang zum S-Bahnhof Gehrenseestraße. Die Brücke ist rund 120 m lang, 11 m breit und verfügt nur auf einer Seite über einen Fußweg. Etwa in der Mitte stützt sie sich zwischen Gleispaaren ab. Langfristig soll die Brücke abgerissen und durch eine neue ersetzt werden, die mehr Platz für den Fußgänger- und Radverkehr und verbesserte Anbindungen an die Verkehrswege auf und unter der Brücke bieten soll. | Karten |
| | General-Ganeval-Brücke        | Charlottenburg-Nord                         | Die Brücke führt über den Berlin-Spandauer Schifffahrtskanal und wurde benannt nach dem französischen Stadtkommandanten von Berlin in den Jahren 1946–1950 Jean Ganeval | Karten |
| | Gensinger Brücke              | Friedrichsfelde                             | Die Gensinger Brücke ist eine Straßenbrücke am südlichen Ende der namensgebenden Gensinger Straße, die über die Straße Alt-Friedrichsfelde führt und damit einen kreuzungsfreien Verkehr von und zum Gensinger Viertel ermöglicht. Sie ist 81,3 m lang, 18,75 m breit und besitzt beidseits Fuß- und Radwege. | Karten |
| | George-C.-Marshall-Brücke     | Tiergarten                                  | Die für eine hohe Verkehrsbelastung ausgelegte Straßenbrücke aus den Jahren 1996/98 führt über den Landwehrkanal und verbindet das Schöneberger Ufer und die B 96 am Südausgang des Tunnels Tiergarten Spreebogen (TTS) mit dem Reichpietschufer. Die elegant und filigran wirkende moderne Stahlbetonkonstruktion von Gerkan, Marg und Partner verfügt über fünf Fahrstreifen und soll in ihrer Gestaltung an die früheren Korb-Bogenbrücken des Kanals erinnern. „Überbau und Widerlager bilden eine konstruktive Einheit. Der Anschluss der Bogenfinger an die Widerlager ist gelenkig ausgebildet (Betongelenke).“ Hauptspannweite: 29 m; Länge: 34,60 m; Überbaubreite: 25,70 m; Überbauhöhe: 0,65 m. Der Name des echten Neubaus – eine Vorgängerbrücke bestand an dieser Stelle nicht – wurde nach dem Friedensnobelpreisträger George C. Marshall gewählt, dem Initiator des Marshallplans. | Karten |
| | Gerichtstraßenbrücke          | Gesundbrunnen                               | Die Gerichtstraßenbrücke führt die Gerichtstraße über die Panke, sie ist 11,8 Meter lang und 26 Meter breit. Sie existiert mindestens bereits seit 1902, wie eine entsprechende Liste zeigt | Karten |
| | Gerickesteg                   | Moabit                                      | Der Gerickesteg ist eine Fußgängerbrücke östlich des S-Bahnhofs Bellevue. Er dient hauptsächlich dem Zugang zur Stadtbahn aus dem Moabiter Wohngebiet zwischen Alt-Moabit und der Spree. Die Brücke wurde 1914/15 nach Entwürfen von Bruno Möhring errichtet und nach Beschädigung im Zweiten Weltkrieg vereinfacht wiederhergestellt. | Karten |
| | Germanenstraßenbrücke         | Altglienicke                                | zweibögige Stahlbetonbrücke der Germanenstraße über den Güteraußenring, erbaut 1915. Die Brücke wurde zur Verbreiterung des Einschnitts für die Schnellstraße Schönefeld – Adlergestell und das Anschlussgleis zum Flughafen Schönefeld abgebrochen und 1962 durch eine stählerne Fußgängerbrücke zum Bahnhof Altglienicke ersetzt. |        |
| | Germelmannbrücke              | Tempelhof                                   | Die Germelmannbrücke ist eine Straßenbrücke. Gebaut wurde sie 1989–1991 als stählerne Bogenbrücke mit vierbogigem Überbau und aufgeständertem Hohlkastensystem und orthotroper Platte. Die Bögen liegen unter der Fahrbahn. Sie führt über den Teltowkanal am Kilometer 22,76 der künstlichen Wasserstraße. Ihre Spannweite beträgt 42 Meter und ihre Gesamtlänge 52 Meter; sie ist 19,5 Meter breit. Auf der Brücke treffen sich aus Mariendorf kommend die Rathausstraße mit der Alarichstraße nördlich des Kanals in Tempelhof. | Karten |
| | Gertraudenbrücke              | Mitte                                       | Die Gertraudenbrücke ist eine Doppelbrücke, bestehend aus der steinernen Gertraudenbrücke vom Ende des 19. Jahrhunderts und einem unmittelbar daneben gesetzten Neubau einer reinen Straßenbrücke von 1977. Sie überspannen den westlichen Spreearm im Zentrum Berlins und verbinden Spittelmarkt und Gertraudenstraße und damit die historischen Stadtteile Alt-Berlin und Alt-Cölln. | Karten |
| | Glienicker Brücke             | Wannsee                                     | Die Glienicker Brücke verbindet über die Havel hinweg die Städte Berlin (Bezirk Steglitz-Zehlendorf) und Potsdam, Stadtteil Berliner Vorstadt. Ihren Namen verdankt sie dem in der Nähe gelegenen ehemaligen Gut Klein Glienicke, an dessen Stelle heute das Schloss Glienicke liegt. Weltweit bekannt wurde die Glienicker Brücke durch drei Agentenaustauschaktionen zwischen USA und Sowjetunion. | Karten |
| | Glockenturmbrücke             | Westend                                     | Die Glockenturmbrücke in der Glockenturmstraße überquert den Einschnitt der S-Bahn. | Karten |
| | Goerdelersteg                 | Charlottenburg-Nord                         | Der Goerdelersteg ist eine Fußgänger- und Radfahrbrücke über den Westhafenkanal und die A 100 am Kilometer 0,90 der künstlichen Wasserstraße. Er verbindet die Lise-Meitner-Straße südlich des Kanals mit den Gartenkolonien nördlich der Autobahn. Benannt ist sie nach Carl Friedrich Goerdeler. | Karten |
| | Goerdelerdammbrücke           | Charlottenburg-Nord                         | Die Goerdelerdammbrücke verbindet den Saatwinkler Damm (nördlich) mit der Beusselstraße (südlich) und führt über die Stadtautobahn A 100. Ihren Namen trägt sie zu Ehren von Carl Friedrich Goerdeler (1884–1945), Jurist, nationalkonservativer Politiker und Widerstandskämpfer gegen das NS-Regime. Die Brücke wurde in den Jahren 2011/2012 durch die Firma Krebs und Kiefer im Auftrag des Senats von Berlin instandgesetzt. | Karten |
| | Golda-Meir-Steg               | Mitte/Moabit                                | Der Golda-Meir-Steg ist eine Brücke für Fußgänger und Radfahrer, die den Berlin-Spandauer-Schifffahrtskanal überquert. Sie verbindet den Otto-Weidt-Platz in der Europacity mit der Kieler Straße am Bundeswehrkrankenhaus Berlin. Die nach der ehemaligen israelischen Ministerpräsidentin Golda Meir benannte Brücke ist goldfarben und wurde am Geländer mit Ornamenten versehen. Die knapp 77 Meter lange, 4,5 Meter breite und 190 Tonnen schwere Stahlbrücke wurde von der Streicher Maschinenbau GmbH & Co. KG aus Deggendorf sechs Monate lang vorgefertigt, per Schiff nach Berlin transportiert und am 22. Oktober 2020 installiert. Die Verkehrsfreigabe erfolgte am 8. Dezember 2021, dem 43. Todestag von Golda Meir. Sie kostete 9,5 Millionen Euro, gut dreimal mehr als geplant. | Karten |
| | Gorkistraßenbrücke            | Wittenau                                    | Diese Balkenbrücke (Straßenbrücke) führt die Gorkistraße über den Nordgraben von Tegel nach Wittenau. Die Ortsteilgrenze im Bezirk Reinickendorf liegt am Westufer und die Brücke in voller Länge in Wittenau. Der Verlauf der Grenze bedingt das westliche Widerlager auf der Tegeler Seite. Die Länge der Brücke beträgt 24 Meter, die Breite verringert sich von 48 Meter (Rand zu Tegel) auf 28 Meter nach Wittenau hin. Seit den 1930er Jahren als Dietrich-Eckardt-Straße ist die Gorkistraße von Alt-Tegel im Westen aus zweibahnig (100 Meter zwischen den Baufluchten). Die bestehende Brücke ersetzte Ende der 1960er Jahre eine 11 Meter breite Straßenbrücke. Beim Brückenbau folgte die Planung dem Straßenzug Am Nordgraben nach Südosten. Östlich der Brücke hat die Gorkistraße in Wittenau eine Breite von 20 Metern. Die Brückenbreite entspricht dem Übergang von zwei getrennten auf eine Fahrbahn. An der östlichen Brückenseite mit der Mittelinsel des Fußgängerüberweg beginnt diese Zusammenführung. An der Brücke kreuzt die Humboldt-Spur, einer der 20 grünen Hauptwege, am Nordgraben entlang. | Karten |
| Bild gesucht Die Wikipedia wünscht sich an dieser Stelle ein Bild vom hier behandelten Ort. Weitere Infos zum Motiv findest du vielleicht auf der Diskussionsseite . Falls du dabei helfen möchtest, erklärt die Anleitung , wie das geht. BW | Gosener Brücke                | Müggelheim                                  | Die Gosener Brücke führt die Gosener Landstraße über den Großen Strom nahe der Berliner Stadtgrenze. | Karten |
| | Gottlieb-Dunkel-Brücke        | Tempelhof                                   | Die Gottlieb-Dunkel-Brücke aus dem Jahr 1980 verbindet die A100 über den Teltowkanal mit der Gradestraße (Zubringer Gradestraße). Die Trasse ist ein Teilstück der ehemals geplanten A102 südlich des Autobahnkreuzes Tempelhof. Unterhalb der hohen und langgestreckten Autobahnbrücke quert die Brücke der Neukölln-Mittenwalder Eisenbahn den Kanal. Das Bauwerk trägt den Namen des Tempelhofer Gutsbesitzers und Kommunalpolitikers Gottlieb Dunkel (1839–1907), der von 1874 bis 1887 ehrenamtlicher Gemeindevorsteher der Landgemeinde Tempelhof war. | Karten |
| | Gotzkowskybrücke              | Moabit                                      | Die Gotzkowskybrücke ist ein denkmalgeschütztes Verkehrsbauwerk, welche die beiden Bezirke Mitte und Charlottenburg-Wilmersdorf verbindet. Über die Brücke führt die Gotzkowskystraße. | Karten |
| | (Grabensprung, Straßenbrücke) | Biesdorf                                    | Die namenlose Fußgängerbrücke führt die Straße Grabensprung über die Gleise der U-Bahn-Linie 5. Sie ist 11,3 Meter lang und etwa 3 Meter breit. | Karten |
| | Gradestraßenbrücke            | Britz                                       | Die Gradestraßenbrücke führt zwei Trassen der Neukölln-Mittenwalder Eisenbahn über die Gradestraße. Die zweigeteilte Stahlbrücke liegt südöstlich des Güterbahnhofs Teltowkanal und nahe der Umladestation Gradestraße der Berliner Stadtreinigungsbetriebe (BSR). Der östliche Teil überführt das Streckengleis der Bahn, der acht Meter westlich liegende Teil das Ausziehgleis, in dem vor der Brücke die Gleise des Güterbahnhofs enden. Die Brücke ist nach dem Flugpionier Hans Grade benannt. | Karten |
| | Graf-Spee-Brücke              | Tiergarten                                  | siehe Hiroshimasteg |        |
| | Greifenhagener Brücke         | Prenzlauer Berg                             | Die Greifenhagener Brücke ist ein Brückenbauwerk für Fußgänger und Radfahrer aus den Jahren 1910/11. Sie führt die Greifenhagener Straße über die Gleise der Berliner Ringbahn und steht unter Denkmalschutz. | Karten |
| | (Greifswalder Straßenbrücken) | Prenzlauer Berg                             | Die beiden Brückenbauwerke besitzen im amtlichen Register keinen gesonderten Namen. Eine Brücke führt die Ringbahn im Bereich des S-Bahnhofs Greifswalder Straße über die Greifswalder Straße. Unmittelbar daneben (südöstlich) befindet sich eine Straßenbrücke, die die Greifswalder Straße mit der Lilli-Henoch-Straße kreuzungsfrei verbindet. Die Bahnbrücke ist 63 m lang und 40 m breit und überführt fünf Gleise der Fernbahn sowie die beiden S-Bahn-Gleise, zwischen denen der im Mittel 13 m breite Westteil des S-Bahnsteigs liegt. Die Bahnbrücke ist zwischen 1867 (Baubeginn der Ringbahn) und 1875 (Eröffnung des Personenbahnhofs) in Betrieb genommen worden. Mit der Schließung des Gaswerks Dimitroffstraße 1982 und dem Wohnungsbau am Ernst-Thälmann-Park wurden die Brückenteile 1983–1985 erneuert und der Bahnsteig über die Greifswalder Straße verlängert. Die Straßenbahnhaltestelle wurde mit Fußgängerunterführungen versehen und teilweise unter die Brücke gelegt. Parallel zur Bahnbrücke wurde eine Straßenbrücke hinzugefügt. und die Brückendurchfahrt von 23 auf 46 Meter erweitert. Die 1986 eröffnete Straßenbrücke ist 55,9 m lang und 10 m breit. Sie ist Zufahrt aus der Innenstadt zum Thälmann-Viertel und war Fahrweg zum und vom Container-Güterbahnhof Greifswalder Straße, wo früher Kohle umgeschlagen wurde und ab 1984 die Oberleitungsmasten zur Bahnelektrifizierung lagerten. Die DB Netz AG hat die Brücke im Jahr nach 2012 an eine Privatperson verkauft. | Karten |
| | Grenzalleebrücke              | Neukölln                                    | Die Grenzalleebrücke führt die Grenzallee am Südende des Hafens Neukölln über den Neuköllner Schifffahrtskanal. Die Balkenbrücke wurde 1971–1973 aus Spannbeton gebaut. Der Name geht auf die ehemalige Grenze zwischen den Gemarkungen Rixdorf und Britz zurück, die einst entlang der Grenzallee verlief. Unmittelbar südlich folgt die namenlose sechsteilige Autobahnbrücke der A100 und des Dreiecks Neukölln, siehe unter „(Autobahnbrücke am Dreieck Neukölln)“. | Karten |
| | Großbeerenbrücke              | Kreuzberg                                   | Die kleine Brücke führt die Großbeerenstraße am Postbank-Hochhaus über den Landwehrkanal und verbindet das Tempelhofer Ufer mit dem Halleschen Ufer. Die erste hölzerne, dreibogige Brücke wurde auf Initiative und Kosten des Klavierbauers Theodor Stöcker 1869/70 gebaut und 1924 durch eine Stahlbeton-Balkenbrücke ersetzt. Nach ihrer weitgehenden Zerstörung im Zweiten Weltkrieg wurde die heutige Balkenbrücke 1949/50 nach dem System von 1924 wieder errichtet. Spannweite: 8,32 m; Breite 9,80 m. Zur Erinnerung an die Schlacht bei Großbeeren trägt das Bauwerk den Namen der Gemeinde Großbeeren. | Karten |
| | Große Pomeranzenbrücke        | Mitte                                       | siehe Friedrichsbrücke |        |
| Im Vordergrund ist das Geländer der Grottkauer Brücke zu sehen. | Grottkauer Brücke             | Hellersdorf                                 | Die Grottkauer Brücke führt in westlicher Verlängerung der Neuen Grottkauer Straße über die im Einschnitt verlaufende Trasse der U-Bahn-Linie U5 zur Hellersdorfer Straße. Von der Brücke bestehen Zugänge zum U-Bahnhof Kienberg (Gärten der Welt). | Karten |
| Kaiser-Wilhelm-Brücke 1906 | Grünauer Brücke               | Köpenick                                    | Die Grünauer Brücke führt über den Teltowkanal am Kilometer 37,720 der künstlichen Wasserstraße kurz vor dem Erreichen der Dahme, welche zur Spree-Oder-Wasserstraße (SOW) zählt. Sie verbindet die Grünauer Straße in Köpenick mit der Regattastraße in Grünau. An dieser Stelle gab es bereits mit der Eröffnung des Teltowkanals 1906 eine stählerne Fachwerkbrücke unter dem Namen Kaiser-Wilhelm-Brücke (im Bild). Gebaut wurde die Brücke in der heutigen Form in den Jahren 1998–2000 als Balkenbrücke. | Karten |
| | Grünauerstraßenbrücke         | Kreuzberg                                   | siehe Hobrechtbrücke |        |
| | Grünstraßenbrücke             | Mitte                                       | Die Grünstraßenbrücke ist eine der frühen Spreequerungen im alten Cöllner Stadtkern. Sie verbindet die Fischerinsel mit der Wallstraße. Statt einer hölzernen mit Klappen für die Schiffspassagen versehenen Jochbrücke entstand 1903–1905 die steinerne Grünstraßenbrücke. Nach einer teilweisen Zerstörung am Ende des Zweiten Weltkriegs und folgender Reparatur steht sie seit den 1970er Jahren in der Berliner Baudenkmalliste. | Karten |
| | (Grützmacherparkbrücke)       | Haselhorst                                  | Die Fußgängerbrücke führt westlich der Daumstraße über den Grützmachergraben. | Karten |
| | (Grützmacherweg-Brücke)       | Haselhorst                                  | Die Grützmacherweg-Brücke führt über den östlichen Abzugsgraben, der nicht zur Entwässerung, sondern als Antrieb für Pulvermühlen in der Spandauer Munitionsfabrik diente. | Karten |
| | Gusseiserne Brücke            | Charlottenburg                              | Die Gusseiserne Brücke im Schlossgarten Charlottenburg ist eine Fußgängerbrücke. Sie wurde von der Königlichen Eisengießerei Malapane (Schlesien) hergestellt. | Karten |
| | Gustav-Heinemann-Brücke       | Moabit                                      | Die Gustav-Heinemann-Brücke ist eine Fußgängerbrücke, welche im Zusammenhang mit der Inbetriebnahme des Berliner Hauptbahnhofs entstand und die nördliche Spreepromenade der Rahel-Hirsch-Straße mit dem südlichen Ludwig-Erhard-Ufer verbindet. | Karten |